# Eleonora Walentinowna Mitrofanowa

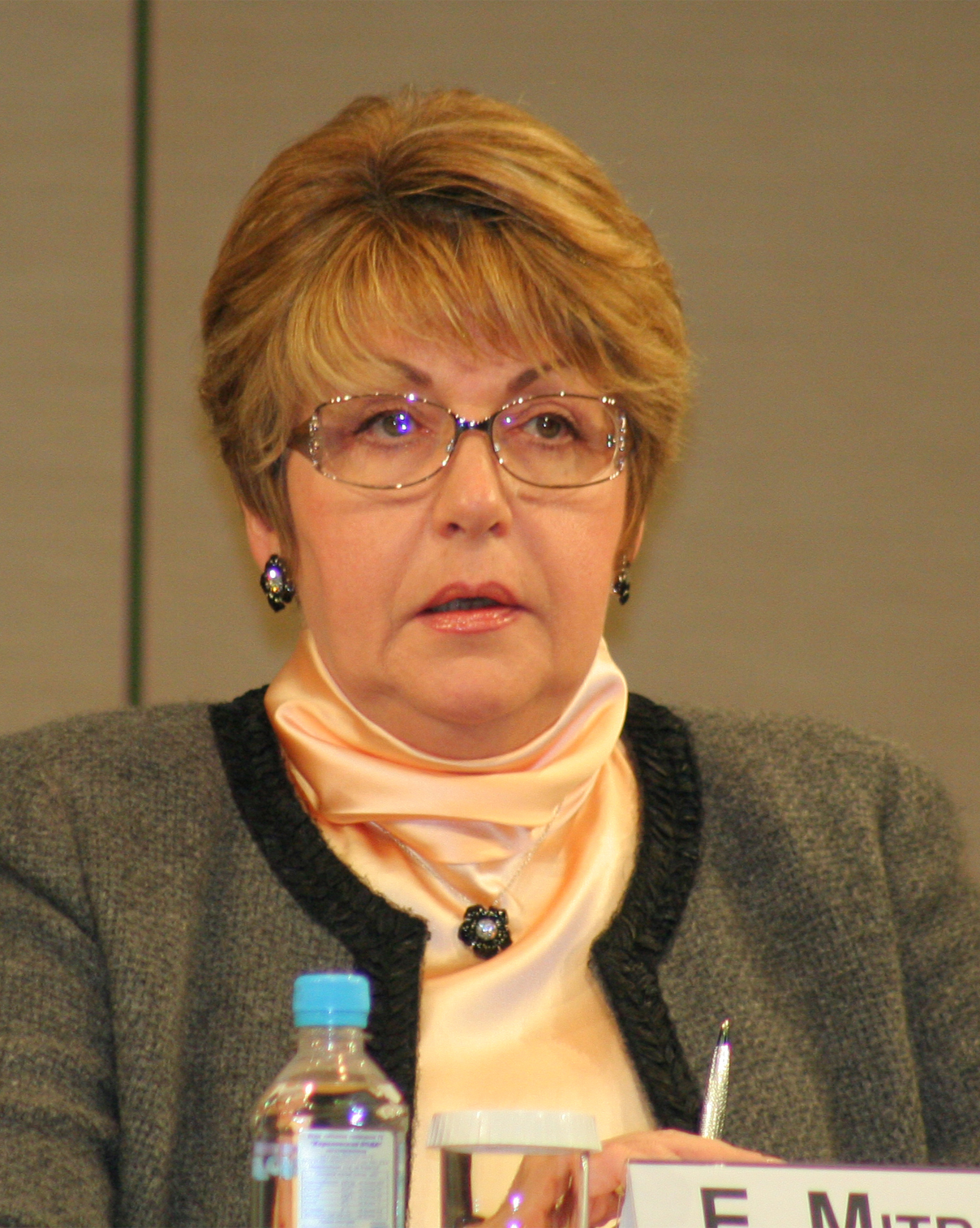
Eleonora Mitrofanowa (2010)

Eleonora Walentinowna Mitrofanowa (russisch Элеоно́ра Валенти́новна Митрофа́нова; * 11. Juni 1953 in Stalingrad, Sowjetunion) ist eine russische Diplomatin und Botschafterin. Sie ist seit 2021 Botschafterin in Bulgarien und war von 2001 bis 2003 stellvertretende Generaldirektorin der UNESCO.

## Berufsweg
Eleonora Mitrofanowa wurde 1953 geboren. Sie absolvierte bis 1975 ein Studium am Staatlichen Moskauer Institut für Internationale Beziehungen (MGIMO) und wurde in Wirtschaftswissenschaften promoviert. Sie war fünfzehn Jahre lang wissenschaftlich auf dem Gebiet des internationalen Seeverkehrs tätig, bevor sie von 1993 bis 1995 Abgeordnete der Staatsduma wurde. Von 1995 bis 2001 war Mitrofanowa Wirtschaftsprüferin am Rechnungshof der Russischen Föderation, wo sie für die Kontrolle der Staatsverschuldung und des Bankensystems verantwortlich war.
Mitrofanowa war von 2001 bis 2003 stellvertretende Generaldirektorin der Organisation der Vereinten Nationen für Erziehung, Wissenschaft und Kultur (UNESCO) und Vertreterin von Kōichirō Matsuura. Im Mai 2003 trat sie als erste stellvertretende Außenministerin in den diplomatischen Dienst ihres Landes ein. In der Nachfolge der Kosmonautin Walentina Tereschkowa übernahm Mitrofanowa im folgenden Jahr die Leitung der Föderalagentur für Angelegenheiten der GUS, für Fragen der im Ausland lebenden Mitbürger und für internationale humanitäre Zusammenarbeit (Rossotrudnitschestwo).
Mitrofanowa wurde 2009 als Ständige Vertreterin Russlands an die UNESCO in Paris entsandt. In ihrer Amtszeit war sie von 2010 bis 2011 Vorsitzende des Exekutivrats der UNESCO und leitete 2012 die 36. Sitzung des Welterbekomitees in Sankt Petersburg. Von 2016 bis 2017 kehrte sie als Sonderbotschafterin (englisch Ambassador-at-Large) an das Außenministerium zurück und wurde bis 2020 abermals Leiterin der Rossotrudnitschestwo.
Nach einer weiteren Dienstzeit als Sonderbotschafterin beim Außenministerium wurde Eleonora Mitrofanowa am 15. Januar 2021 zur außerordentlichen und bevollmächtigten Botschafterin der Russischen Föderation in der Republik Bulgarien ernannt.
Mitrofanowa spricht Französisch, Englisch, Spanisch und Bulgarisch. Sie ist verheiratet und hat drei Söhne und eine Tochter. Ihr Bruder ist der russische Abgeordnete und Politiker (СР) Alexei Mitrofanow.

## Auszeichnungen
- 2003: Orden der Freundschaft
- 2008: Russische Verdienstmedaille II. Klasse